# Đổng Vân Hổ
Đổng Vân Hổ (tiếng Trung giản thể: 董云虎, bính âm Hán ngữ: Dǒng Yún Hǔ, sinh ngày 9 tháng 11 năm 1962, người Hán) là nhà nghiên cứu triết học, chính trị gia nước Cộng hòa Nhân dân Trung Hoa. Ông hiện là Chủ tịch Ủy ban Thượng Hải Hội nghị Hiệp thương Chính trị Nhân dân Trung Quốc. Ông nguyên là Thường vụ Thành ủy, Bộ trưởng Bộ Tuyền truyền Thành ủy Thượng Hải; Thường vụ Khu ủy, Bộ trưởng Bộ Tuyên truyền Đảng ủy Tây Tạng; Phó Chủ nhiệm Văn phòng Tuyên truyền đối ngoại Trung ương, Phó Chủ nhiệm Văn phòng Thông tin Quốc vụ viện.
Đổng Vân Hổ là đảng viên Đảng Cộng sản Trung Quốc, học vị Cử nhân Triết học, Thạc sĩ Lịch sử triết học phương Tây, chức danh Nghiên cứu viên cấp Giáo sư ngành Triết học. Ông có sự nghiệp nhiều năm nghiên cứu về triết học, nhân quyền ở các cơ quan trung ương.

## Xuất thân và giáo dục
Đổng Vân Hổ sinh ngày 9 tháng 11 năm 1962 tại huyện Tiên Cư, thuộc địa cấp thị Thai Châu, tỉnh Chiết Giang, Cộng hòa Nhân dân Trung Hoa. Ông lớn lên và tốt nghiệp phổ thông ở Tiên Cư, thi đỗ Đại học Hàng Châu (nay được sáp nhập vào Đại học Chiết Giang) và đến thủ phủ Hàng Châu nhập học Khoa Triết học của trường vào tháng 9 năm 1979, tốt nghiệp Cử nhân Triết học vào tháng 7 năm 1983. Ngay sau đó, ông tới Thiên Tân, trúng tuyển và theo học Khoa Triết học của Đại học Nam Khai, nhận bằng Thạc sĩ Lịch sử triết học phương Tây vào tháng 7 năm 1986. Đổng Vân Hổ được kết nạp Đảng Cộng sản Trung Quốc vào tháng 4 năm 1985 tại Đại học Nam Khai, ông từng theo học khóa học một năm trung, thanh niên từ tháng 3 năm 2006 đến tháng 1 năm 2007 tại Trường Đảng Trung ương Đảng Cộng sản Trung Quốc.

## Sự nghiệp

### Các giai đoạn
Tháng 7 năm 1986, sau khi nhận bằng Thạc sĩ Triết học, Đổng Vân Hổ bắt đầu sự nghiệp của mình khi được nhận vào làm ở Trường Đảng Trung ương Đảng Cộng sản Trung Quốc, là Tổ chức viên của Bộ Tiến tu. Một năm sau, ông là Phó Bí thư Chi bộ Phòng thứ nhất của Sở Marx–Lenin trong Trường Đảng Trung ương, đồng thời được cử đến Học viện Giáo dục Nhạn Bắc của tỉnh Sơn Tây để giảng dạy từ tháng 9 năm 1988. Tháng 7 năm 1989, ông về trường và là Bí thư Chi bộ Phòng thứ nhất Sở Marx–Lenin rồi được bổ nhiệm làm Phó Chủ nhiệm Phòng thứ nhất từ tháng 12 năm 1991, được phong chức danh Phó Nghiên cứu viên vào tháng 1 năm 1992.
Tháng 5 năm 1994, Đổng Vân Hổ được chuyển đơn vị, nhậm chức Chủ nhiệm Trung tâm nghiên cứu Nhân quyền (đơn vị được chuyển làm Phòng nghiên cứu Nhân quyền thuộc Sở Marx–Lenin sau đó), đồng thời được phong chức danh Nghiên cứu viên cấp Giáo sư ngành Triết học cùng năm. Đến tháng 12 năm 1996, ông được thăng chức làm Phó Sở trưởng Sở Marx–Lenin, vẫn là chủ nhiệm trung tâm trong sở, đồng thời kiêm nhiệm Phó nghiên cứu Nhân quyền của Văn phòng Tuyên truyền đối ngoại Trung ương, Chủ nhiệm Văn phòng Hội nghiên cứu Nhân quyền Trung Quốc. Tháng 8 năm 1997, ông giữ các chức vụ cũ ở Trường Đảng, chuyển chức mới ở Văn phòng là Tuần tra viên, tức Cục trưởng Cục thứ bảy rồi được điều chuyển hẳn sang Văn phòng từ tháng 11 năm 1999. Tháng 12 năm 2000, ông là Cục trưởng Cục thứ bảy, Phó Hội trưởng kiêm Tổng thư ký Hội nghiên cứu Nhân quyền. Đến tháng 11 năm 2009, sau gần 9 năm, ông được bổ nhiệm làm Phó Chủ nhiệm Văn phòng Tuyên truyền đối ngoại Trung ương, Phó Chủ nhiệm Văn phòng Thông tin Quốc vụ viện, cấp phó bộ.

### Địa phương
Tháng 12 năm 2011, Đổng Vân Hổ được điều chuyển tới Tây Tạng, vào Ban Thường vụ Khu ủy, nhậm chức Bộ trưởng Bộ Tuyên truyền Đảng ủy Tây Tạng, và công tác ở đây hơn 3 năm. Tháng 7 năm 2015, ông được chuyển tới Thượng Hải, vào Ban Thường vụ Thành ủy, nhậm chức Bộ trưởng Bộ Tuyên truyền Thành ủy Thượng Hải. Ngày 27 tháng 1 năm 2018, tại Hội nghị Hiệp thương Chính trị Nhân dân thành phố Thượng Hải lần thứ 13, ông được bầu làm Chủ tịch Hiệp Thương Thượng Hải, cấp bộ trưởng.

## Công trình
Trong sự nghiệp, Đổng Vân Hổ đã xuất bản nhiều sách, ẩn phẩm, chủ trì nhiều công trình trong lĩnh vực triết học, quyền con người, các công trình nổi tiếng như:
- Đổng Vân Hổ (2011). 国家人权机构总览. Bắc Kinh: Nhà xuất bản Đoàn Kết. ISBN 978-7-5126-0557-2.
- Đổng Vân Hổ; Hoàng Nam Sâm (2007). 当代中国人权论. Bắc Kinh: Nhà xuất bản Đương đại Trung Quốc. ISBN 978-7-80092-173-5.
- Đổng Vân Hổ (2000). 中国人权年鉴. Bắc Kinh: Nhà xuất bản Đương đại thế giới. ISBN 978-7-80115-311-1.
- Đổng Vân Hổ; Trương Thế Bình (1995). 中国的妇女人权. Tứ Xuyên: Nhà xuất bản Nhân dân Tứ Xuyên. ISBN 978-7-22002-943-1.
- Đổng Vân Hổ; Lưu Vũ Bình (1994). 世界各国人权约法. Bắc Kinh: Nhà xuất bản Nhân dân. ISBN 7-22002-292-1.
- Đổng Vân Hổ (1994). 人权基本文献要览. Bắc Kinh: Nhà xuất bản Đoàn Kết. ISBN 7-205-03275-X.
- Đổng Vân Hổ (1993). 世界人权约法总览. Tứ Xuyên: Nhà xuất bản Nhân dân Tứ Xuyên. ISBN 978-7-22002-116-9.
- Đổng Vân Hổ (1993). 世界人权约法总览续编. Tứ Xuyên: Nhà xuất bản Nhân dân Tứ Xuyên. ISBN 7-220-02116-X.

## Giải thưởng
- Giải thưởng "Người lao động tiên tiến toàn quốc" (全国先进工作者) của Quốc vụ viện, 1995;[1]